# Karin Balzer
Karin Balzer (nascida Richert, Magdeburg, 5 de junho de 1938 – 17 de dezembro de 2019) foi uma atleta da Alemanha Oriental, campeã olímpica dos 80 metros com barreiras em Tóquio 1964.

## Carreira
Karin competiu em diversas modalidades do atletismo na infância e adolescência, mas seu talento se mostrou maior para os 80 m com barreiras e ela se classificou para esta prova na Equipe Unida da Alemanha, para os Jogos Olímpicos de Roma, em 1960. Na época, a equipe alemã era formada de atletas tanto da Alemanha Ocidental quanto da Alemanha Oriental. Nos Jogos, ela não se classificou para a final.
No ano seguinte ela casou-se com seu técnico, Karl-Heinz Balzer, adotando seu sobrenome. Pouco tempo depois, eles fugiram da Alemanha Oriental mas voltaram em poucas semanas e em 1962 ela ganhou sua primeira medalha internacional, de prata, no Campeonato Europeu de Atletismo. Em 1964, pouco antes das Olimpíadas, disputando uma prova do pentatlo, em que ela nunca competiu em grandes eventos internacionais, Karen igualou o recorde mundial dos 80 m com barreiras.
Nos Jogos Olímpicos de Tóquio, Karen disputou a final e numa chegada sensacional, três atletas, incluindo ela, tiveram a mesma marca, 10s5, igual ao recorde mundial vigente. Foi necessário a confirmação por tempo eletrônico para lhe dar a medalha de ouro na prova, com uma vantagem de 0.02s para a segunda colocada.
Dois anos depois ela venceu novamente o Campeonato Europeu mas nos Jogos da Cidade do México, em 1968, ficou apenas em quinto lugar na prova. Este foi o último evento internacional em que esta prova teve 80 metros, passando aos 100 metros com barreiras em 1969, como se mantém até hoje. Em junho de 1969, ela venceu o evento inaugural desta prova, estabelecendo o recorde mundial, que abaixaria mais duas vezes nos anos seguintes.
Enquanto treinava para a prova na Alemanha, durante os Jogos Olímpicos de Munique, em 1972, competindo então já pela Alemanha Oriental, o filho de Karin, Andreas, sofreu um acidente e entrou em coma. Ele morreu na véspera da final dos 100 m com barreiras, mas seu marido só lhe contou após a corrida, onde ela conquistou a medalha de bronze.
Balzer morreu no dia 17 de dezembro de 2019, aos 81 anos.